# ГЕС Боа-Есперанса
ГЕС Боа-Есперанса – гідроелектростанція на сході Бразилії у штаті Піауї (при цьому відпрацьована вода одразу потрапляє у штат Мараньян). Знаходячись після ГЕС Canto Do Rio, станом на середину 2010-х років становить нижній ступінь каскаду на річці Парнаїба, котра бере початок у горах Чапада-дас-Мангабейрас та тече у північному напрямку до впадіння в Атлантичний океан за дев’ятсот кілометрів на південний схід від устя Амазонки. В майбутньому можливе спорудження ще кількох станцій каскаду як вище, так і нижче від ГЕС Boa Esperança.
В межах проекту річку перекрили земляною греблею висотою 53 метри та довжиною 5212 метрів, котра утримує велике водосховище з площею поверхні 352,2 км2 та об’ємом 5,1 млрд м3 (корисний об’єм 1,9 млрд м3). Для цієї водойми властиве нормальне коливання рівня між позначками 298 та 304 метра НРМ (максимальний рівень 306,5 метра НРМ).
Пригреблевий машинний зал обладнали чотирма турбінами типу Френсіс, дві з яких потужністю по 55 МВт встановили у 1970-му, а ще дві по 63,7 МВт у 1990-1991 роках. Враховуючи значне коливання рівня води у нижньому б’єфі, станція працює з напором від 32 до 45,9 метра, при цьому номінальне значення показника складає 38,6 метра.
Видача продукції відбувається по ЛЕП, що працює під напругою 230 кВ, до підстанції 230/500 кВ.